# Dubautia scabra
Dubautia scabra (DC.) D.D. Keck è una pianta della famiglia delle Asteracee, endemica delle isole Hawaii.

## Distribuzione e habitat
La specie è diffusa nelle isole di Molokai, Lanai, Maui e Hawaii, ad altitudini comprese tra 75 e 2500 m, dove cresce in habitat di foresta pluviale con precipitazioni annue sino 640 cm, ma anche, come specie pioniera, su colate laviche aride di recente formazione.